# Unidad móvil

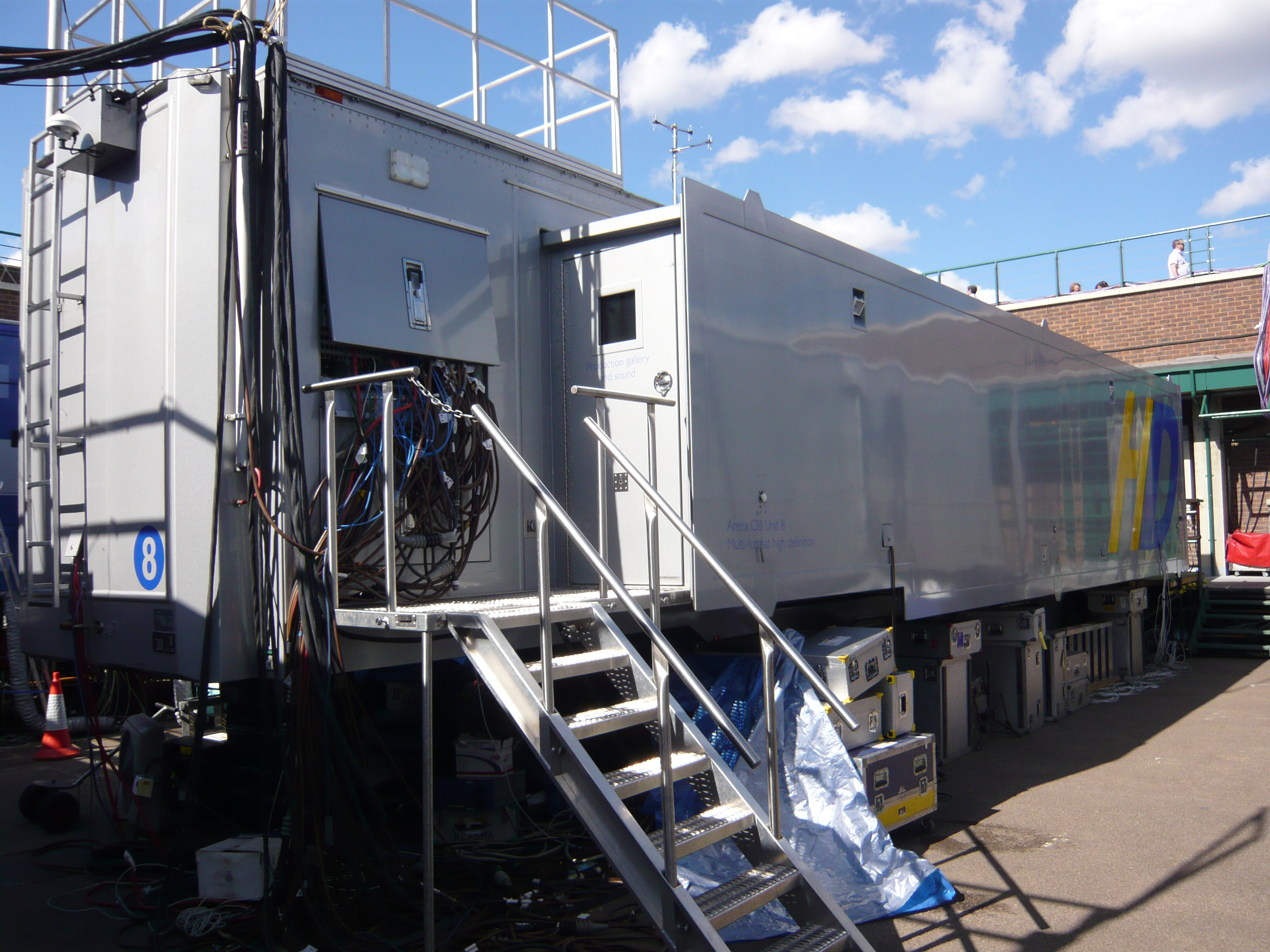
Una unidad móvil al servicio de la BBC durante el abierto de Wimbledon (2008)

Una unidad móvil de televisión es un espacio utilizado como sala de control de realización móvil para permitir la grabación o emisión en directo de producciones de video en lugares fuera de un estudio de televisión regular. Se utilizan para transmisiones remotas, transmisiones externas y producción de campo. Algunos requieren una tripulación de hasta 30 personas con camiones adicionales para equipos adicionales, así como un camión satelital, que transmite el video de regreso al estudio enviándolo a través de un satélite de comunicaciones utilizando una antena parabólica, que luego transmite de vuelta al estudio. Alternativamente, algunos camiones de producción incluyen un transmisor satelital y una antena parabólica para este propósito en un solo vehículo para ahorrar espacio, tiempo y costo desde la década de años 1950.
Otros camiones de producción de televisión son de menor tamaño y generalmente requieren de 2 o 3 personas en el campo para administrar. Por ejemplo, difunden reportería de noticias en vivo, noticias locales en el campo y recopilación de noticias fuera de un estudio de televisión formal. En algunos casos, puede ser una camioneta, un transportador de personas o incluso una motocicleta (especialmente en ciudades con calles congestionadas o donde se necesita una respuesta rápida y una motocicleta es más maniobrable). 

## Interior
Una unidad móvil típica generalmente se divide en cinco partes, pero muchos vehículos están personalizados para roles específicos.

### Control de producción

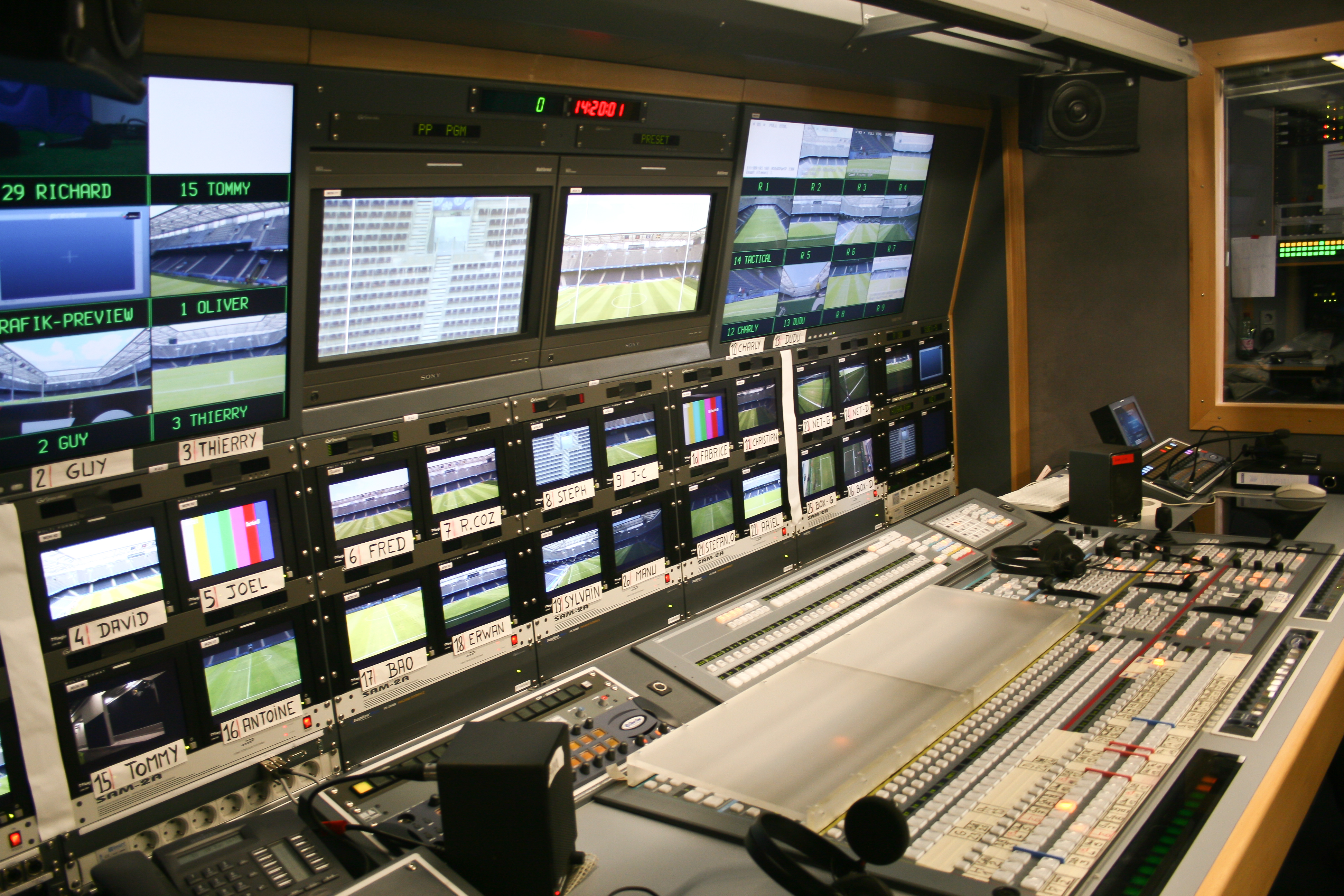
La sala de control de producción en una emisión exterior para la Eurocopa de 2008

Este es el centro de producción del vehículo, y es donde la mayoría del equipo de producción se sienta frente a una pared de monitores de video. Los monitores de video muestran todas las fuentes de video de varias fuentes, incluyendo gráficos por computadora, cámaras de video profesionales, servidores de video y máquinas de reproducción en cámara lenta. La pared de monitores contiene un monitor de vista previa que muestra cuál podría ser la próxima fuente en el aire y un monitor de programa que muestra la alimentación que se está emitiendo o grabando. La alimentación "sucia" con clave (con gráfico digital en pantalla) es lo que realmente se transmite de vuelta al estudio central que controla la transmisión exterior. Una alimentación limpia(sin los gráficos) podría enviarse a otros vehículos para su uso en su producción. Detrás de los directores generalmente hay un escritorio con monitores donde los productores asistentes pueden trabajar. Es esencial que los directores y los productores asistentes se comuniquen entre sí durante los eventos, para que las repeticiones y las tomas en cámara lenta puedan seleccionarse y transmitirse.
Chyron, un conocido fabricante de generadores de caracteres, "codifica" los gráficos sobre una fuente específica que el equipo de producción elige, pero generalmente se usa para imágenes y mensajes de tercio inferior de pantalla, así como ocasionalmente videos más pequeños. El generador de caracteres Bug Box funciona de la misma manera, pero es solo para eventos deportivos: el operador se encarga de garantizar que el tiempo, la puntuación y las estadísticas se muestren en la transmisión según corresponda.

#### Personal
- Director de televisión: responsable de dirigir la producción general, incluidas cámaras, repeticiones e inserciones.
- Productores de televisión: responsables del funcionamiento general de la producción, colaborando con el talento y eligiendo cuándo tomar pausas comerciales.
- Director técnico (también conocido como mezclador de visión): opera el mezclador de visión/conmutador de video, cambiando las fuentes de video, incluidos los gráficos, al aire según las instrucciones.[6]
- Asistente de producción (también conocido como supervisor de guiones): responsable de comunicarse con el canal de transmisión sobre los tiempos, contar dentro y fuera de los descansos y dar tiempos sobre repeticiones y paquetes.[7]
- Productores asistentes: a menudo habrá un productor asistente que será el enlace de comunicación entre el director y el equipo de VTR, proporcionando información sobre qué canal tiene la mejor repetición de un momento determinado, por ejemplo.[7]
- Operador de gráficos y coordinador de gráficos: maneja los elementos gráficos digitales en pantalla utilizados en la producción de televisión.[8][9]

#### Equipo
- Mesa de mezclas de video: cambia entre múltiples transmisiones de video para producir una experiencia de televisión fácil de ver.
- Monitor de video: monitorea diferentes fuentes enrutables en múltiples monitores para ayudar a seleccionar qué fuente es la mejor en un momento dado.
- Generador de caracteres: se utiliza para generar una variedad de gráficos que pueden codificarse en una fuente de video.

### Sonido

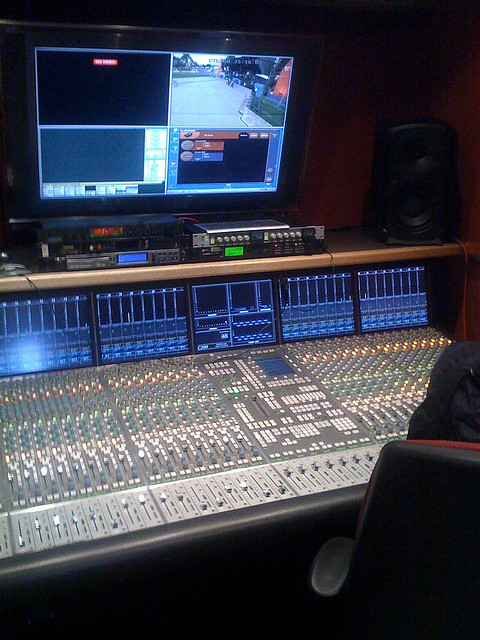
Dentro del área de control de sonido de una unidad móvil de la ABC

Aquí es donde el ingeniero de audio (también conocido como supervisor de sonido) utiliza una consola de mezcla (que se alimenta con todas las diferentes fuentes de audio: reporteros, comentarios, micrófonos en el campo, etc) para controlar qué canales se agregan a la salida y sigue instrucciones del director. Se aseguran de que el audio esté dentro de los límites preestablecidos, generalmente con la ayuda de medidores de programa pico y monitores de volumen. Transmiten la información de los productores y directores a sus asistentes de audio que generalmente instalan los cables y equipos de audio en todas las arenas y en la cabina donde se sientan los comentaristas. El ingeniero de audio normalmente también tiene un monitor de alimentación "sucio" para ayudar con la sincronización de sonido y video. El intercomunicador también es generalmente responsabilidad del departamento de sonido.

#### Personal
- Ingeniero de mezcla de audio (también conocido como mezclador de audio, director de audio o supervisor de sonido): mezcla los sonidos que escuchará la audiencia. Mezcla los sonidos variados, como el ruido de la multitud, los sonidos de efectos, los anunciadores, etc. Enruta las diferentes fuentes de sonidos desde micrófonos, cámaras, discos, cintas de video, teléfonos, EVS o fuentes de audio externas, hacia la mesa de mezclas de audio para controlar. También está a cargo de garantizar que el audio se transmita con éxito. También se asegura de que el intercomunicador funcione para todas las estaciones de la producción, así como la coordinación de acceso telefónico con un director de red.[7]
- Asistente de audio: funciona bajo la dirección del director de audio, ya que configura todo el equipo de audio alrededor del lugar para varios sonidos. También establece el sistema de intercomunicación entre el camión de producción y las cabinas de escenario o anunciador. También está a cargo de colocar micrófonos en el talento cuando entran y salen.[10]

#### Equipo
- Consola de mezcla de audio: combina cualquier fuente de audio y cambia el nivel y la dinámica de las fuentes de audio.
- Enrutador de audio: se utiliza para garantizar que todas las fuentes de audio aparezcan en el lugar correcto en la consola de mezcla de audio o en otras partes de la unidad móvil.
- Dispositivos de grabación multipista: graban pistas individuales de las fuentes entrantes que permiten realizar una copia en otro momento.
- Intercomunicador: el intercomunicador de dos o cuatro cables permite que todos en la producción puedan comunicarse de manera rápida y efectiva.

### VTR
El área de VTR tiene una colección de máquinas que incluyen servidores de video y también puede albergar fuentes de alimentación adicionales o equipos informáticos. La "sala de cintas" tiene operadores de VTR que monitorean una o más cámaras que entran en las máquinas y pueden reproducirse para repeticiones cuando ocurre una jugada emocionante o importante durante el juego. Estos operadores pueden reproducir en cámara lenta o pausar para mostrar una parte clave de la acción. Los operadores de VTR también reproducen despliegues de repetición que conducen a pausas comerciales, ejecutan secuencias de títulos y clips introductorios, o muestran los aspectos más destacados del evento al final del juego.
Esta área a menudo se llama "EVS", por el proveedor EVS Broadcast Equipment, que fabrica máquinas de reproducción y software asociado.

#### Personal
- Operador de cinta de video (también conocido como Operador LSM u Operador EVS): los operadores de cinta controlan el equipo de grabación, hoy en día los servidores de video, que reciben el video de varias cámaras. Coordinan con el director la reproducción de videos pregrabados y otras repeticiones de acciones que grabaron.[7][12]

#### Equipo
- Servidor de video: se utiliza para grabar, almacenar y reproducir videoclips (y a veces efectos visuales) utilizados durante la transmisión.
- Grabadora de video: anteriormente utilizada para grabar, almacenar y reproducir video.[13]

### Bastidores / ingeniería

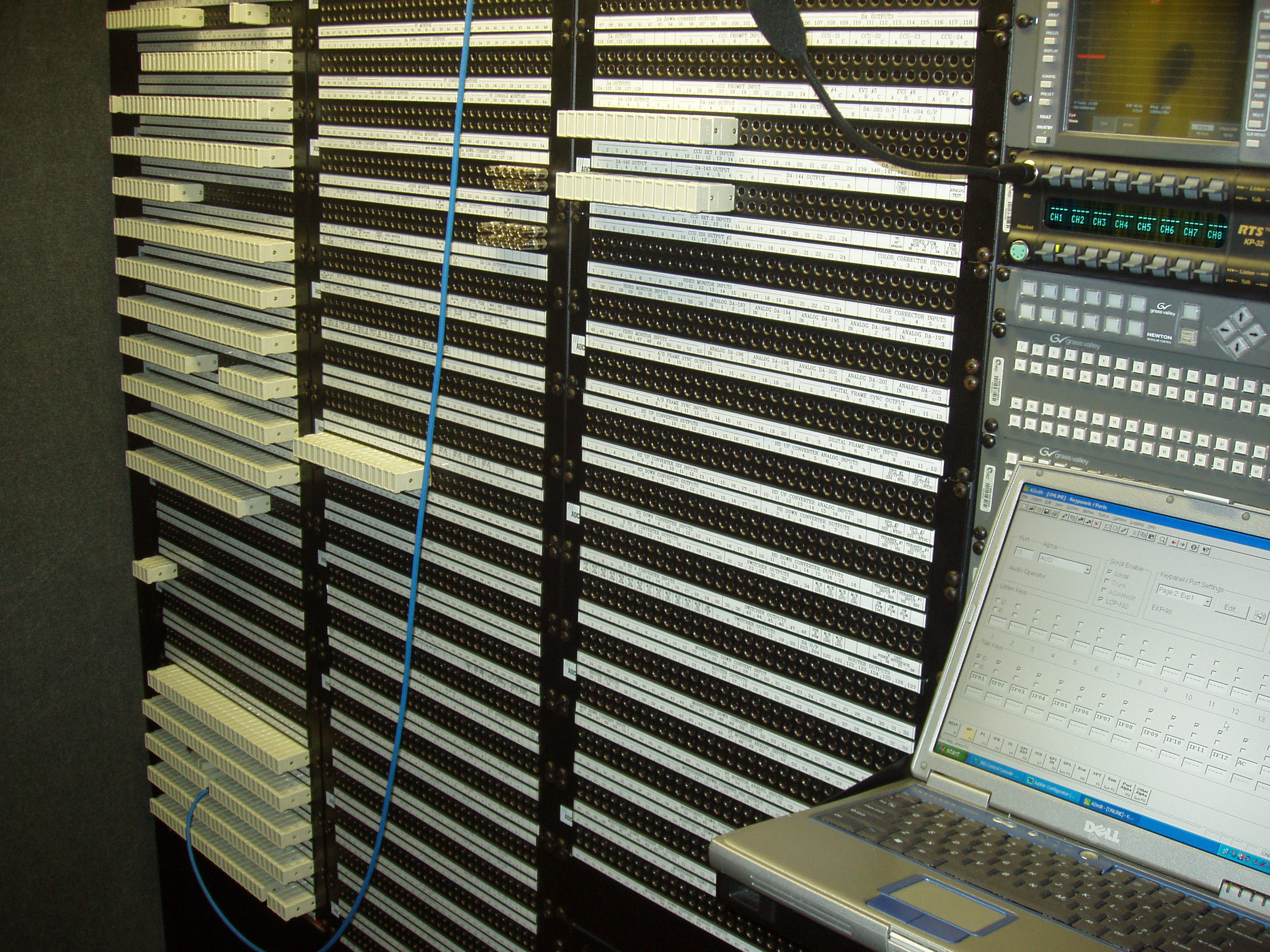
La mayoría de las unidades móviles contienen un Panel de conexiones

En esta área, los ingenieros de visión controlan las cámaras de video profesionales utilizando unidades de control de cámara (CCU) para asegurarse de que el iris esté en el nivel correcto y que todas las cámaras se vean iguales. Estos operadores sombrean, equilibran y enfocan las cámaras desde esta posición dentro del vehículo. Esta área está controlada por un operador de CCU llamado V1 (supervisor de visión en el Reino Unido) y, dependiendo del tamaño del espectáculo, puede tener varios V2. Esta área también es donde se almacena la mayoría del equipo técnico en rack, incluidos el enrutador de video y los convertidores.

#### Personal
- Ingeniero a cargo (EIC por sus siglas en inglés): un ingeniero de radiodifusión que tiene mucho conocimiento sobre el camión que nadie más en la producción. Está involucrado en la instalación de todo el equipo requerido, teniendo las habilidades correctas necesarias para reparar y mantener el equipo. Los EIC generalmente permanecen en un camión durante años aprendiendo todas las complejidades de cada máquina y cómo solucionarlas en situaciones difíciles.[14]
- Operador de CCU: los ingenieros de visión están a cargo del iris de todas las cámaras y del aspecto general del video de la cámara. Los ingenieros de visión también solucionan problemas que pueden surgir con las cámaras y la longitud del cable.

#### Equipo
- Monitor de referencia de transmisión: se usa para monitorear la salida de las cámaras y la transmisión para verificar la confianza.
- Enrutador de video: envía video y audio a cualquier destino desde cualquier fuente.
- Sincronizador de trama: pone las fuentes de video asíncronas o “salvajes” en sincronización con otras señales de video.
- Generador de carta de ajuste: se utiliza para verificar rutas de señal y solucionar problemas.

### Transmisión
Algunas unidades móviles contienen un área de transmisión integrada, donde los ingenieros del vehículo monitorean las alimentaciones salientes para garantizar que la audiencia tenga una buena imagen y una salida de señal de alta calidad. Luego se transmite directamente desde el camión si tiene instalaciones de enlace ascendente satelital o de fibra, o se envía a otros vehículos (generalmente un camión satelital dedicado) que manejan esto directamente.

## Vehículos de apoyo
La mayoría de las unidades móviles más grandes viajarán con un vehículo de apoyo, que contiene equipo adicional que no puede almacenarse en el camión principal. Este equipo incluye equipo de cámara, cables eléctricos y equipo de sonido. Estos vehículos a menudo contienen bancos de trabajo para mantenimiento básico y reparaciones. 

## Transmisión de video
La transmisión de la transmisión de video sin procesar desde la ubicación remota al estudio o control maestro se denomina backhaul. Hay varias formas de transmitir la red de retorno:

### Enlace directo de microondas

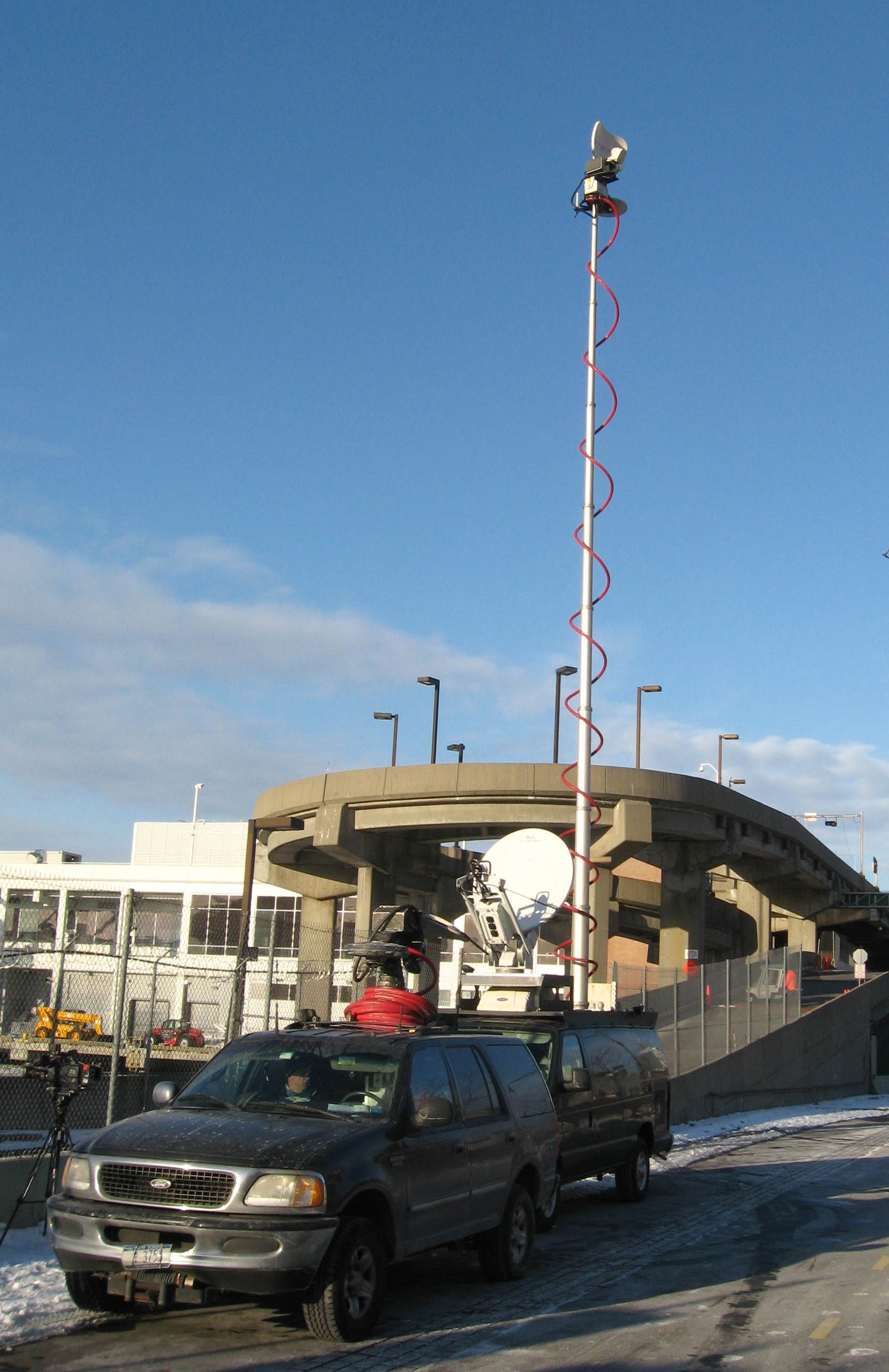
Camión de producción de noticias de televisión haciendo una transmisión remota en la Terminal de Buques de Pasajeros de Nueva York. La antena telescópica alta apunta a una antena receptora en el edificio Empire State, lo que permite que el camión envíe video por enlace de microondas a la instalación de producción.

El primer método, utilizado antes de los satélites, es transmitir el video directamente al estudio utilizando un plato de microondas, donde otro plato recibe la señal. La transmisión por microondas requiere una línea de visión sin obstáculos desde la antena transmisora hasta la antena receptora, lo que puede ser difícil de lograr en lugares urbanos. Algunos camiones de producción tienen una pequeña antena para microondas montada en un mástil telescópico, que puede elevarse de 9 a 12 metros para "ver" los edificios y otras obstrucciones. Todavía se usa para rangos cortos.

### Satélites de comunicación
Una de las técnicas más comunes es utilizar una antena parabólica para transmitir la alimentación de video en una señal de enlace ascendente de microondas a un satélite de comunicaciones que orbita la Tierra, que luego la retransmite de vuelta a una antena en el estudio. La alimentación por satélite permite televisar eventos en vivo prácticamente en cualquier lugar de la Tierra. El satélite está en órbita geoestacionaria sobre la Tierra y por lo tanto aparece en una posición estacionaria en el cielo, por lo que el plato simplemente tiene que apuntar inicialmente al satélite cuando el camión llega a su ubicación remota y no tiene que girar para "rastrear" el satélite. La alimentación satelital se hizo común en la década de 1970 cuando había suficientes satélites en órbita que un mercado de consumo para el uso de satélites comenzó en la televisión. Este mercado abierto para el espacio satelital generó un aluvión de camiones móviles de enlace ascendente por satélite para alquiler, haciendo posible la visualización de eventos en vivo por televisión en todo el mundo. A los primeros camiones satelitales se les asignaron frecuencias en la banda C (5.700-6.500 GHz) que requerían grandes antenas de 2 metros. En la década de 1980, las frecuencias en la banda Ku (12 a 18 GHz) se autorizaron, lo que requería solo platos pequeños de menos de un metro de diámetro, pero estos no se pueden usar en climas lluviosos debido a la interferencia causada por la lluvia. 
Hoy, la antena parabólica y el transmisor de microondas pueden estar en un camión satelital (camión de enlace ascendente) separado de la unidad móvil, pero algunas unidades móviles (llamadas "híbridas") también incorporan la antena parabólica y el transmisor.

### Líneas de fibra óptica
Cuando estén disponibles, las unidades móviles pueden usar el cable de fibra óptica de alta capacidad existente para enviar videos directamente a través de Internet a las compañías de transmisión para su distribución. Estos aceptan un flujo digital de interfaz serie asíncrona (ASI) desde el codificador de video. Esta es una forma de envío de video de alta calidad y baja pérdida de forma rápida y segura en todo el mundo.